# 东溪窑遗址
东溪窑遗址，位于中国福建省华安县、南靖县，东溪窑始于明代，兴盛于明末至清中期。分布面积广、窑址数量多。窑炉皆砖砌，有阶级窑和龙窑两种。产品以青花瓷为主，还有青瓷、白瓷、酱黑釉、蓝釉以及五彩瓷等。其中白瓷中的米黄釉器为“漳窑”问题的研究提供了实物资料。一部分青花瓷、青瓷在海外沉船中发现，是研究明、清时期福建陶瓷外销的重要资料。2005年5月11日公布为第六批福建省文物保护单位。2019年10月7日公布为第八批全国重点文物保护单位。